# یاهالاتنه
یاهالاتنه (به لاتین: Yahalatenne) یک منطقهٔ مسکونی در سری‌لانکا است که در استان مرکزی (سری‌لانکا) واقع شده‌است.